# Кулья
Кулья (валенс. Culla, ісп. Culla) — муніципалітет в Іспанії, у складі автономної спільноти Валенсія, у провінції Кастельйон. Населення — 633 особи (2010).

## Географія
Муніципалітет розташований на відстані близько 300 км на схід від Мадрида, 40 км на північ від міста Кастельйон-де-ла-Плана.
На території муніципалітету розташовані такі населені пункти: (дані про населення за 2010 рік)
- Кулья: 244 особи
- Пауло: 27 осіб
- Салес-де-Мателья: 26 осіб
- Мел/Пла-де-ла-Торрета: 23 особи
- Ріу-Сек: 23 особи
- Молінель: 93 особи
- Монльят: 71 особа
- Пла-дел-Сабатер: 53 особи
- Рокес-де-Льяо: 11 осіб
- Торре-де-Мателья: 62 особи

## Демографія
Динаміка населення (INE ):